# Завоју (Бихор)
Завоју (рум. Zăvoiu) насеље је у Румунији у округу Бихор у општини Самбата. Oпштина се налази на надморској висини од 143 m.

## Становништво
Према подацима из 2002. године у насељу је живело 275 становника, од којих су сви румунске националности.